# Príles
Príles (ungerska: Prilesz) är en ort i kommunen Trenčianska Teplá i nordvästra Slovakien. Príles ligger vid floden Waag, cirka 12 kilometer från staden Trenčín, nära städerna Nová Dubnica och Dubnica nad Váhom. 

## Historia
Det första skriftliga omnämnandet av orten, under namnet Prilich, är från 1351. Namnet Príles är härlett från familjen Prileszkys namn.